# 凯撒利亚的海厄森斯
凯撒利亚的海厄森斯（96-108）是二世纪初的一位基督徒，被東正教以及天主教視為殉教圣人。
海厄森斯是開塞利人，来自一个基督教家庭。 海厄森斯因為自己基督徒的身份而被关进罗马的监狱，遭受鞭打和折磨。他最終于108年在監獄內饿死。